# Луцій Ліциній Сура
Луцій Ліциній Сура (лат. Lucius Licinius Sura, 40 — 108) — державний та військовий діяч Римської імперії, консул-суффект 97 року, двічі ординарний консул 102 і 107 років.

## Життєпис
Народився у 40 році у м. Барцина, провінція Тарраконська Іспанія (сучасна Барселона, Іспанія). Кар'єру свою розпочав при імператорі Веспасіані як квестор у провінції Ахайя.
За часів імператора Доміціана уславився як красномовець. Протягом 89—91 років став претором та народним трибуном. У 92 році у зв'язку із хворобою на деякий час відійшов від державних справ. Втім вже у 93 році призначений імператорським легатом—пропретором до провінції Белгіка. У 94 році повернувся до Риму. У 97 році став консулом-суффектом разом з Публієм Корнелієм Тацитом. Потім став помічником Траяна.
У 97—101 роках як імператорський легат-пропретор керував провінцією Нижня Германія. Подальша кар'єра Сура пов'язана з імператором Траяном, з яким вони товаришували ще замолоду. У 101 році узяв участь у війні з даками, обіймаючи посаду comes Augusti (на кшталт начальника штабу). У 102 році переїхав до Риму, де став ординарним консулом разом з Луцієм Юлієм Урсом Сервіаном. У березні цього ж року повернувся до Дакії, де своєю звитягою заслужив тріумф.
У 105–106 роках Луцій Сура знову активний учасник війни із даками. У 107 році вдруге обрано ординарним консулом, цього разу спільно з Квінтом Сосієм Сенеціоном.
Помер у 108 році у Римі. Його образ увічнено в камені на Колоні Траяна в Римі. Також Сура фінансував зведення термальних ванн на Авентинському пагорбі, численних громадських будівель на батьківщині в Барцині.